# أبرالي أنداماني
أبرالي أنداماني (باللاتينية: Abralia andamanica) هي نوع من الإنوبلوتوثتيات رأسيات القدم، موطنها المحيط الهندي والمحيط الهادئ. وتنتشر من أستراليا، وإندونيسيا، واليابان، وهاواي. وترتبط بالمياه الجرفية، وترتفع لعمود المياه العلوية في المساء للغذاء. تلقي الإناث بيوضاً قطرها بين 0.9–1.5 مم في سلاسل هلامية.